# Eurynora antepallida
Eurynora antepallida är en fjärilsart som beskrevs av Embrik Strand 1922. Eurynora antepallida ingår i släktet Eurynora och familjen björnspinnare. Inga underarter finns listade i Catalogue of Life.